# Rachid Ferrache
 (mars 2023).
Si vous disposez d'ouvrages ou d'articles de référence ou si vous connaissez des sites web de qualité traitant du thème abordé ici, merci de compléter l'article en donnant les références utiles à sa vérifiabilité et en les liant à la section « Notes et références ».
 (juillet 2024).
 (juillet 2024).
- Si vous ne connaissez pas le sujet, laissez ce bandeau (vous pouvez alors contacter les auteurs).
- Si vous supprimez le contenu mis en cause (vous pouvez préalablement contacter les auteurs),

argumentez précisément cette suppression dans la page de discussion
(un manque de référence n'est pas un argument ; une recherche réelle de référence doit avoir été effectuée, être formellement documentée).
Rachid Ferrache (parfois orthographié Rasheed), né le 24 janvier 1972 à Livry-Gargan, en Seine-Saint-Denis, est un acteur et chanteur français.

## Biographie
Rachid Ferrache est né à Livry-Gargan en Seine-Saint-Denis. Il fait ses débuts en étant modèle enfant dans des publicités magazines et télévision.
En 1981, il décroche son premier rôle dans le film Mille milliards de dollars, aux côtés de Patrick Dewaere, sorti en 1982. La même année il est choisi pour le rôle du jeune Simon Rosenblum aux côtés de Jean-Paul Belmondo dans L'As des as. Il enchaîne avec les films Banzaï de Claude Zidi, avec Coluche et Valérie Mairesse, et Attention ! Une femme peut en cacher une autre de Georges Lautner, avec Roger Hanin, Miou Miou et Eddy Mitchell.
En 1986, il sort son premier single en tant que chanteur dans la maison de disque Carrere. Michel Drucker le reçoit dans l'émission Champs-Élysées, sur Antenne 2, lors de laquelle il interprète le titre Le P’tit Beur qui lui permet de continuer sa lancée dans le monde de la musique. En 2023, un documentaire d'Azzeddine Ahmed-Chaouch diffusé sur TMC, estime que les paroles de la chanson (écrites par Michel Jouveaux) « relaient des clichés racistes [et seraient] indiffusables aujourd'hui à la télé ». 
Rachid sort plusieurs singles jusqu'en 1989. Cette même année, il fait partie des 75 artistes pour les enfants du Liban. 
En 1995, Orlando, le frère de Dalida, s'intéresse au talent du garçon, et le produit pour un titre aux allures « R'n'B », réalisé avec de fortes influences de la musique noire américaine, sans succès dans les radios.
Durant les années 1990, il s'établit dans différents studios en tant que compositeur, arrangeur et choriste, jusqu'à sa rencontre avec Véronique Sanson, pour laquelle il arrange les chœurs de deux tournées, D'un papillon à une étoile et Indestructible, sous le nom d’Aaron Heff. Lors d'une émission de télévision, il rencontre Maurane et se propose pour les chœurs de sa prochaine tournée L'un pour l'autre. Il passe une audition et devient son choriste. À la suite de ces expériences avec ces deux artistes, il se spécialise davantage dans les chœurs et parcourt les studios pour contribuer aux albums de nombreux artistes tels que M. Pokora, Johnny Hallyday, Florent Pagny, Christophe Willem, Gilbert Montagné, Chimène Badi, Willy Denzey, et bien d'autres encore.
En 2002, il devient professeur de chant, puis entreprend d'écrire ses premiers scénarios. Il commence par réaliser de petits clips pour des artistes peu connus et écrit quelques concepts TV. En 2005, il crée un concept de boxe à domicile, essentiellement destiné aux femmes. Le succès de ce projet le motive à écrire un programme de télévision appelé Boxedancers, alliant la boxe et la danse.
En 2006, il dirige en studio les candidats du télé-crochet de M6 Nouvelle Star, version française de l'émission American Idol. 
En 2008, il produit et coréalise deux clips de Maurane Armstrong et Bidonville.
En 2009, à la mort de Michael Jackson, il réalise le film hommage Vole (Fly Away) Tribute to Michael Jackson, tourné en partie dans le parc Disneyland Paris. Le film de 28 minutes est rendu accessible sur YouTube. À la suite du spectacle Génération Moonwalk, hommage au « King of Pop » qu'il met en scène, Rasheed Ferrache est appelé pour être membre du jury de l'émission À la recherche du nouveau Michael Jackson, diffusée sur W9 en 2010, tirée de l'émission originale My name is Michael diffusée aux Pays-Bas. En 2011, il met en scène le second spectacle hommage Génération Moonwalk sur lequel il invite Jermaine Jackson, le frère de Michael Jackson. 
De décembre 2012 à février 2013, il est le professeur de chant de la saison 9 de Star Academy sur NRJ12.
Durant les années 2013, 2014 et 2015, Rachid Ferrache parcourt la France avec des Masterclass vocales et musicales afin de former de nombreux jeunes chanteurs. En 2015, il est le coach vocal de l'émission Las Vegas Academy, diffusée sur W9. En 2016, il produit et met en scène la troisième édition du spectacle Génération Moonwalk au Palais des festivals de Cannes.
En 2021 et 2022, il se produit sur scène avec ses propres compositions lors d'un concert appelé The Funky Tour en prémices de son album à venir en 2023. En 2022, il sort un single I do, tiré de son album Inspirations. En mars 2023, il lance le premier site internet de cours de chant en LiveCam, proposant également des services d'aides techniques et artistiques aux artistes, production, ainsi qu'une proposition de voix à la demande.

## Filmographie

### Cinéma

#### Longs métrages
- 1981 : L'Amour nu de Yannick Bellon : le fils de Gérard
- 1982 :
  - Mille milliards de dollars d'Henri Verneuil : Éric Bronsky
  - L'As des as de Gérard Oury : Simon Rosenblum
- 1983 :
  - Banzaï de Claude Zidi : Julien
  - Attention ! Une femme peut en cacher une autre de Georges Lautner : Simon
- 1984 : Les parents ne sont pas simples cette année : Paul enfant
- 1990 : Les Enfants des néons de Brahim Tsak

#### Courts métrages
- 1981 :
  - On demande grand-père gentil de Gisèle Braunberger
  - Mon papa bricole de Gisèle Braunberger
- 2010 : Strike de Gisèle Braunberger

### Télévision

#### Téléfilms
- 1984 : Radis noir de Guy Lessertisseur
- 1988 : Un coupable de Roger Hanin

#### Séries télévisées
- 1982 : Contes modernes - épisode Quand tu seras grand : l'enfant sur la plage
- 1984 : La Bavure : Victor
- 1986 : L'Amour à tout prix
- 1994 : Madame le Proviseur : Selim (3 épisodes)
- 1995 : Seconde B : Richard (saison 2, épisode 18 : Le cœur n'a pas d'âge)
- 2000-2003 : Le G.R.E.C. : Rachid Amar (9 épisodes)

### Clip musical
- 1989 : chanson Liban par 75 artistes pour les enfants du Liban

### Doublage
- 2025 : Blanche-Neige : voix additionnelles
- 2025 : Les Quatre Fantastiques : Premiers pas : voix additionnelles

## Discographie
- 1986 : Le p'tit Beur (Carrere Group D.A.)
- 1987 : La fille aux cheveux bleus (Carrere Group D.A.)
- 1988 : Presque l'amour / Les Flamants roses  (Carrere Group D.A.)
- 1991 : Encore un jour avec toi  (AVREP)
- 1993 : Je deviens fou (auteur, compositeur)
- 1996 : Listen to the Funky (Warner Music France)
- 2010 : Vole (Fly Away) Tribute to Michael Jackson (auteur, compositeur, producteur)
- 2015 : Faisons le partage en hommage aux victimes des attentats de janvier 2015 (auteur, compositeur, producteur, arrangeur)
- 2022 : I Do de l'album Inspirations à paraître en 2023 (compositeur, producteur, arrangeur)